# レラ・スポット北彩都
レラ・スポット北彩都（レラ・スポットきたさいと）は、北海道旭川市にあるばんえい競馬の場外勝馬投票券発売所である。

## 施設概要
正式名称は「旭川北彩都場外発売所（あさひかわきたさいとじょうがいはつばいじょ）」。2009年にばんえい競馬専用の場外発売所として新設され、4月25日より発売を開始した。正式名称及び愛称の「北彩都」は、旭川市の再開発事業『北彩都あさひかわ』に由来する。
本施設の開設により、従来場外発売を行っていた旭川レーシングセンターではばんえい競馬の場外発売を終了した。なおその後も同施設の2階におけるホッカイドウ競馬の場外発売は継続されていた（2018年3月をもって終了・Aiba旭川へ移転）ほか、一時期（2011年9月-2012年12月）はばんえい競馬撤退後の1階に競輪場外車券売場「サテライト旭川」が入居していた。
2013年6月8日より日本中央競馬会からの委託によりJRAの場外発売も開始し、「J-PLACE旭川北彩都（ジェイプレイスあさひかわきたさいと）」の名称も併用する。ただしJ-PLACE旭川（旭川レーシングセンター→Aiba旭川）と異なり、JRAのレースについては2015年現在第8レース以降のみの発売となる。
施設は鉄筋平屋建て（延床面積：1628.86m2）で、自由席を420席設置している他、有料の指定席（35席・1000円）も設けられている。指定の喫煙ルームを除き、場内は全て禁煙。施設内での写真・動画撮影なども禁止されている。

## アクセス
JR北海道旭川駅より路線バス（旭川電気軌道）で約10分、「南5条通20丁目」停留所で下車

## 発売する馬券の種類
2015年4月18日現在。全レース100円単位。
○…発売　△…他地区場外発売のみ　×…発売なし
- 他地区の競走を広域場外発売する場合は発売主体となる主催者に準じて、すべての賭式を発売する。
- 中央競馬（JRA）については、当日開催している各競馬場の第8競走以降全レースを発売。

| 主催者          | 単勝 | 複勝 | 枠番連複 | 枠番連単 | 馬番連複 | 馬番連単 | ワイド | 3連複 | 3連単 |
| --------------- | ---- | ---- | -------- | -------- | -------- | -------- | ------ | ----- | ----- |
| ばんえい競馬    | ○    | ○    | ○        | ×        | ○        | ○        | ○      | ○     | ○     |
| 他地区地方競馬  | ○    | ○    | ○        | △        | ○        | ○        | ○      | ○     | ○     |
| 中央競馬（JRA） | ○    | ○    | ○        | ×        | ○        | ○        | ○      | ○     | ○     |